# 寓园
寓园位于江苏省淮安市淮安区河下街道河下社区竹巷街，是在原址上复建的人文景点。
沈坤状元府在清代中期转手卖给徽州盐商后代程易（1726—1809，字圣则，号吾庐）
咸丰末年捻军乱后，翰林王鸿翔的父亲镇江丹徒人王继曾购得寓园。
2013年开始，作为沈坤状元府的一部分，根据王觐宸（王鸿翔之子）的民国《淮安河下志》和清华大学贾珺教授的《淮安河下园林散记》中的详实记载，由扬州意匠轩进行了复原，历时四年。